# Рожнов, Сергей Сергеевич
Сергей Сергеевич Рожно́в (19 сентября 1982) — болгарский боксёр-любитель русского происхождения, призёр чемпионата Европы (2004).